# Sándor Kányádi

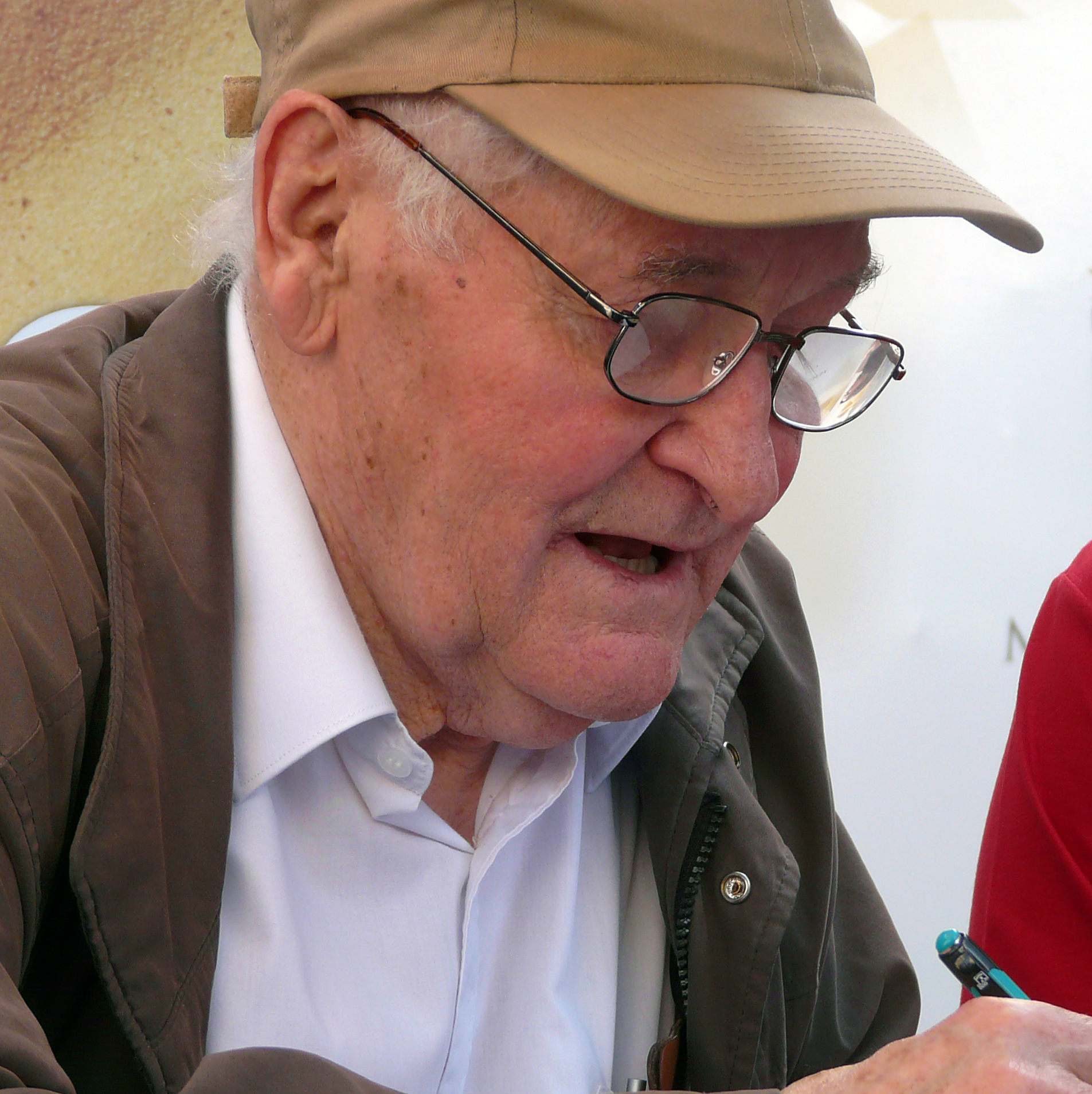
Sándor Kányádi, Budapeszt, 2010

Sándor Kányádi (ur. 10 maja 1929 w Porumbenii Mari w Rumunii, zm. 20 czerwca 2018 w Budapeszcie) – węgierski poeta i tłumacz. W 1993 otrzymał najwyższe odznaczenie nadawane w dziedzinie kultury i sztuki na Węgrzech – Kossuth-díj. Napisał m.in. cykl wierszy zatytułowany Eretnek táviratok, czyli Depesze heretyckie, które mają formę pośmiertnych listów i telegramów do Pana Cogito.